# Свиноїди (село)
Свиноїди — колишнє село в Україні, в Броварському районі Київської області. За рішенням Київського облвиконкому від 10 травня 1958 року до села Рожни приєднане село Свиноїди.

## Історія села
Свиноїди — це єдине броварське село, яке колись лежало на правому березі Десни, хоч свиноїдські землі здавна були на обох берегах Десни. Те правобережне «старе село» стояло не на самому березі Десни, а в урочищі Орлівське-Дубовій, де в старовину росли «страшенні» дуби. Це була частина великої історичної річкової діброви-дубешні.
Найдавніші письмові українські джерела, які дійшли до нас, описують події, пов'язані з селом Свиноїди. Це судові справи за володіння свиноїдськими землями між остерським боярином Семеном Рожиновським і київськими монастирями. Цим документам більше 400 років, і написані вони тодішньою українською мовою. Зберігаються ці справи в інституті рукописів ПАНУ, інших державних архівах. Ще з 1569 р. Свиноїди відомі як цінне і давнє володіння Видубицького монастиря. А у 1576 р. Семен Рожиновський робить наїзд на спірні церковні землі, виправдовуючись тим, що не встановлено точних кордонів монастирських земель і його власних володінь.
У 1581 р. село належить монастирю Святої Софії, і в 1583 р. син Рожиновського Іван грабує володіння Софійського монастиря. У 1605 р. київський митрополит Потій скаржиться па захоплення церковних володінь у с. Свиноїди Юрієм Рожиновським. Мова йде про церковні землі в урочищі Ховмиця над Десною. Близько 1615 р. свиноїдські землі переходять до Києво-Печерської лаври, а ще пізніше знову повертаються до володінь Видубицького монастиря. Але вічні суперечки за свиноїдські землі не було припинено. Земельні суперечки із свиноїдцями ведуть і в наступному столітті літківські міщани, а за ліси — димерські казенні люди.
Традиційне заняття сільського населення в давнину — рибальство і розведення свиней. Свиней випасали в ближніх дібровах, на деснянських островах, часто годували рибою. Від того давнього промислу село і дістало свою назву — Свиноїди. Та ця давня назва-кличка села могла виникнути тільки за наявності поблизу поселення людей, які не їли свинини. Такі традиції характерні для східних степових народів, які м'ясо свині вважають нечистим.
Саме таким і могло бути сусіднє село Рожни, що належало князю Юрію Івантичу Половцю, який мав половецьку челядь. Про східне походження свідчать і родові рожпівські прізвища Мехед, Кабиш та інші.
Та й традиції скотарства були різні. На лівому заплавному березі, за переказами, випасали тільки велику рогату худобу. Це традиції степового скотарства. На правому березі сформувалася в давнину традиція лісового та лугового випасу свиней. Така відмінність промислу жителів Свиноїд стала характерною. Її і покладено в основу назви села.
Можна сказати, що маємо справу з найбільш давнім автохтонним слов'янським населенням, яке зберігало залишки можливо ще трипільської традиції господарювання.
Ще один із варіантів переказу про заснування села ґрунтується на належності цих земель до володінь «генерала Свиноєдова». Польські люстрації називають село Слобідкою Деснянською, в якій налічувалось 14 дворів.
За рум'янцевським переписом, у селі налічується 18 хат, 81 житель, Селяни належали капітану Осину Ганському з родини київських полковників. Імовірно, що хтось із цієї дворянської військової родини і носив фольклорний титул «генерала Свиноєдова».
Про родину 'Ганських, «яким багато сіл і хуторів, земель подарував цар Петро», ходили легенди. Одну з них у 1862 р. опублікував у журналі «Основа» Митро Олсльковнч. Тут же вміщено і оповідь «Проскурка», записану в с. Калита від козака Федора Сгоренка Михайлом Александровичем. Це і є справжнє ім'я письменника Митра Олельковича. Пізніше, в часи кріпосного права, Свиноїди належать Антону 'Ганському.
Справжніми катастрофами-потопами були для села деснянські повені. Найбільша з них знаменита очаківська повінь 1845 р. на Десні і Дніпрі. Вода піднялася на сім метрів і зруйнувала Старе село. Вцілілі жителі переселились на лівий берег, де на найвищому місці овипоїдської гряди заснували нове село.
Катастрофічна повінь 1845 р. негативно позначилася на економічному розвитку майже всіх деснянських сіл. За переписом 1858 р., деснянські села за кількістю жителів значно поступаються землеробським сухопутним селам. У нових Свиноїдах налічувалось лише 40 дворів і 206 казенних селян.
Навіть населення Києва після тієї повені зменшилося з 50 тис. чоловік (1845 р.) до 42 тис. чоловік: (1850 р.). Та село все ж відродилося і перед революцією налічувало майже 200 дворів. 'Ганські мали володіння і в Жердові. Саме туди найчастіше переселялись жителі Свиноїд. Цей процес відбувався і в радянські часи, коли на суходіл, у жердівську комуну переселилося багато свиноїдців.
У роки Другої світової війни через село проходила дорога на Лютізький плацдарм. Генерал Свобода згадує Свиноїди як місце переправи чехословацької бригади.
Свиноїдське урочище Красна Лука, Подомірна, Ведмежий Борок, Кобилка, Свиноїдський Борок, поле і нива Ховмища Свиноїдські відомі як топоніми з письмових джерел ще 1645 р."
Характерними є й прізвища давніх свиноїдських родів: Батюк, Боровик, Лисенко, Макаренко, Пастушенко, Толочко, Хоменко.
В «Реєстрі вибирання подимного з міста Києва 1571 року» згадуються такі люди монастиря Михайла Видубицького села Свиноїдів: Yosskowic Kiednikowicz, Czenesko Iwanowicz, Fiechko Tholsthy.
За даними на 1859 рік у казенному селі Свиноїди Остерського повіту Чернігівської губернії мешкало 206 осіб (105 чоловічої статі та 101 — жіночої), налічувалось 40 дворових господарств. За рішенням Київського облвиконкому від 10 травня 1958 року до села Рожни приєднане село Свиноїди.
За рішенням Київського облвиконкому від 10 травня 1958 року до села Рожни приєднане село Свиноїди.